# 19754 Паклементс
19754 Паклементс (19754 Paclements) — астероїд головного поясу, відкритий 8 лютого 2000 року.
Тіссеранів параметр щодо Юпітера — 3,605.